# Acanthodelta achaea
Acanthodelta achaea är en fjärilsart som beskrevs av Jacob Hübner 1827. Acanthodelta achaea ingår i släktet Acanthodelta och familjen nattflyn. Inga underarter finns listade i Catalogue of Life.